# Sztuczna twórczość
Sztuczna kreatywność (ang. artificial creativity lub computational creativity) – symulowanie lub odtworzenie kreatywności za pomocą komputera. Służyć ona może do konstruowania programów lub komputera zdolnego do kreatywności na poziomie zbliżonym do człowieka bądź tworzenie programów lub algorytmów, które pomogą lepiej zrozumieć ludzką kreatywność, czy nawet ją zwiększyć. Definicja sztucznej kreatywności została opracowana i zbudowana przez lata dyskusji i sporów, aczkolwiek może nie oddawać całkowicie jej złożoności.

## Historia
W latach 1970–2020 kilku artystów i naukowców badało, jak stworzyć programy komputerowe, które mogą generować sztukę. Najbardziej znanym wczesnym przykładem artysty który tworzył przy pomocy algorytmów jest Harold Cohen i jego program AARON. Jednak w ostatnich latach rozwój uczenia maszynowego zainspirowało falę sztuki algorytmicznej, która wykorzystuje sztuczną inteligencję w nowy sposób. W przeciwieństwie do tradycyjnej sztuki algorytmicznej, w której artysta miał napisać szczegółowy kod, który już określił zasady pożądanej estetyki, nowy sposób polega całkowicie na maszynowemu uczeniu, algorytmy są tworzone przez artystów tak, aby „nauczyć się” estetyki, wzorując się na innych artystach. Algorytm dopiero wtedy generuje nowe dzieła zgodne z estetyką, której sam się nauczył.

## Przykłady
Edmond de Belamy – Portret Edmonda Belamy’ego to obraz stworzony przy użyciu algorytmu i zestawu danych zawierającego 15 000 portretów namalowanych między XIV a XX wiekiem.
„Drowned in the Sun” – Utwór muzyczny, który jest częścią „Lost Tapes of the 27 Club”, projektu zawierającego piosenki napisane i w większości wykonywane przez maszyny próbujące imitować styl innych muzyków, którzy zmarli w wieku 27 lat. Każdy utwór jest wynikiem programów sztucznej inteligencji analizujących utwory każdego artysty i szczegółowo badających ich melodie, zmiany akordów, riffy gitarowe i solówki, wzory perkusyjne i teksty, aby odgadnąć, jak będą brzmiały ich „nowe” kompozycje.
„1 the Road” – powieść skomponowana przy pomocy sztucznej inteligencji. Naśladuje ona „On the Road” Jacka Kerouaca. Powieść została opublikowana w 2018 roku przez wydawnictwo Jean Boîte Éditions.